# Fuente de las Tres Gracias (Barcelona)
La fuente de las Tres Gracias (en catalán: Font de les Tres Gràcies) se encuentra en la plaza Real de Barcelona, en el distrito de Ciutat Vella. Fue creada en 1867 por Antoine Durenne sobre un diseño de Louis-Tullius-Joachim Visconti, e instalada en 1876 con un proyecto arquitectónico de Antoni Rovira i Trias. Esta obra está inscrita como Bien Cultural de Interés Local (BCIL) en el Inventario del Patrimonio Cultural catalán con el código 08019/646.

## Historia y descripción

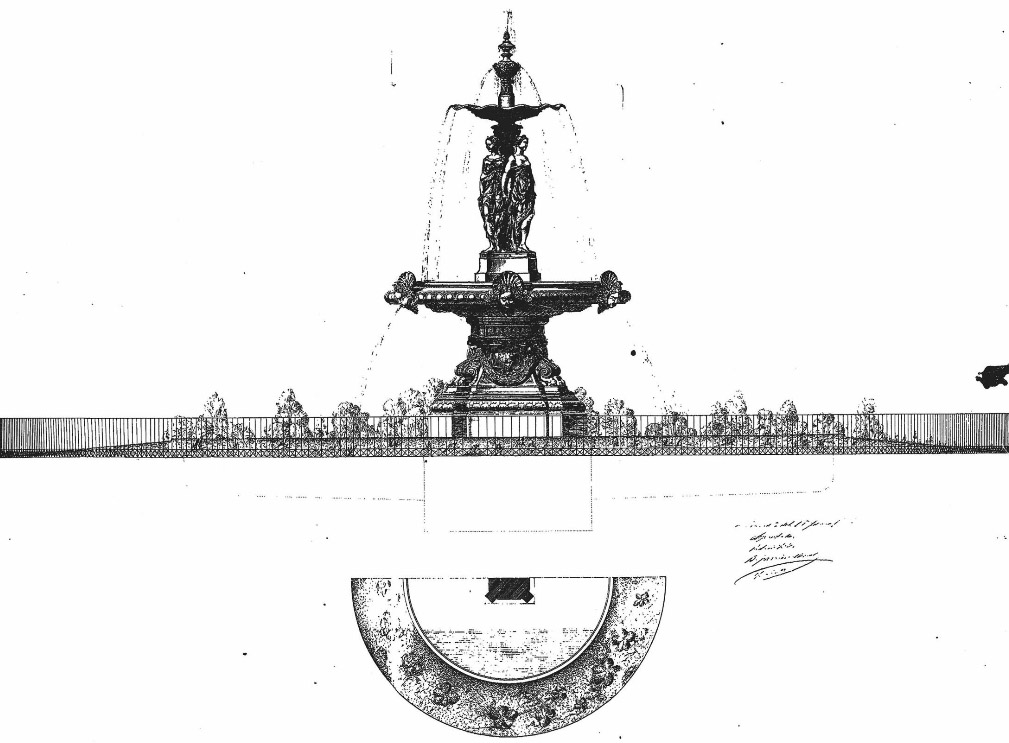
Proyecto de la fuente de Antonio Rovira y Trías (1876).

La plaza Real, así llamada en honor a los Reyes Católicos, se comenzó a construir en 1850 en el solar dejado por un antiguo convento de capuchinos, con un proyecto de urbanización de Francisco Daniel Molina. En el centro se decidió poner un monumento dedicado a Fernando el Católico, encargado al escultor valenciano Josep Piquer. Pero en 1856, en una visita de la reina Isabel II, como todavía no estaba fundida la estatua en bronce se decidió instalar un primer modelo que tenía hecho el escultor en yeso, que no fue del agrado de los ciudadanos, que poco después lo rompieron a pedradas. Tan solo quedó el pedestal, obra de los hermanos Baratta, que fue derribado en 1868 en el transcurso de la revolución que dio origen a la I República.
Entonces, en 1876 se planteó la colocación de otro monumento en la plaza, y por iniciativa del arquitecto Antoni Rovira i Trias se decidió la instalación de esta fuente, copiada de un modelo francés elaborado diez años antes por Antoine Durenne sobre un diseño de Louis-Tullius-Joachim Visconti. La fuente está compuesta por un estanque circular en cuyo centro se alza una taza con seis mascarones que arrojan agua, sobre la que se ubican las estatuas de las Cárites, rematadas por otra taza superior. Antiguamente estaba rodeada de un parterre circular de césped cercado por una barandilla baja de hierro, y el estanque de la fuente quedaba a ras de suelo; posteriormente se eliminó este parterre y se circundó el estanque con un muro bajo de piedra.
Las figuras de Aglaya, Eufrósine y Talía, diosas del encanto, la creatividad y la fertilidad, están representadas en forma de triple Hécate, espalda con espalda y con las manos entrelazadas, como en una danza. Este modelo estaba inspirado en unas estatuas de Germain Pilon elaboradas hacia 1560 para la iglesia parisina de los Celestinos, conservadas actualmente en el Museo del Louvre, que a su vez estaban influidas por un dibujo de Primaticcio. Este modelo tenía un origen neoplatónico, en que las tres Gracias representarían el amor, la belleza y el placer, al tiempo que es una alegoría de las tres acciones liberales de origen estoico: ofrecer, aceptar y devolver los beneficios. De la serie elaborada por Durenne surgió otra fuente homónima instalada en la plaza de la Bolsa de Burdeos.
Esta fuente fue sustituida en 1892 por un surtidor luminoso y trasladada a la Rambla del Poblenou, pero en 1926 fue retornada a su lugar original por decisión de Nicolás María Rubió Tudurí, director de Parques y jardines de Barcelona.
La fuente fue restaurada en 1983, en el conjunto de una reforma de la plaza en que se eliminó el tráfico de vehículos. Cerca se encuentran las farolas diseñadas por Antoni Gaudí para la plaza.